# براد وايت
براد وايت (15 مايو 1970 في جنوب أفريقيا - ) (بالإنجليزية: Brad White)‏ هو لاعب كريكت جنوب أفريقي.

## وصلات خارجية
- براد وايت على موقع إي آس بي آن كريك إنفو (الإنجليزية)